# Pintor de Altemburgo 273
El Pintor de Altemburgo 273 fue un pintor griego de vasos áticos de figuras rojas, activo en Atenas a mediados del siglo V a. C. Recibió su nombre convenido del ánfora de cuello 273 del Museo Lindenau de Altemburgo. Estilísticamente, es cercano al llamado Pintor de Saburov en cuyo círculo más cercano probablemente trabajó.

## Obras
- Altemburgo,  Museo Lindenau

ánfora de cuello 273
- Múnich, Gliptoteca y Colección de Antigüedades

Ánfora de cuello 2333
- Verona, Museo Civici

Ánfora de cuello 56